# Des gens étranges
Pour plus de détails, voir Fiche technique et Distribution.
Des gens étranges (Странные люди) est un film soviétique réalisé par Vassili Choukchine, sorti en 1969,.

## Fiche technique
- Photographie : Valeri Ginzburg
- Musique : Karèn Khatchaturian
- Décors : Igor Bakhmetiev
- Montage : Natalia Loginova